# Абдрахманов Ільдус Барійович
Абдрахма́нов Ільду́с Барі́євич (2 січня 1942 , Кутуєво, Башкирська АРСР ) — башкирський науковець, хімік-органік, член-кореспондент Академії наук Башкортостану (1995), доктор хімічних наук (1990), професор (1992), Заслужений діяч науки Башкирії (1990).
Ільдус Барієвич народився 2 січня 1942 року у присілку Кутуєво Учалинського району Башкирської АРСР. 1964 року закінчив Башкирський державний університет. До 1972 року працював викладачем кафедри органічної хімії у рідному вузі, з 1973 року — завідувачем кафедрою загальної хімії. У період 1984–1990 років обіймав посаду проректора з навчальної роботи, у період 1990-1993 років — посаду проректора з наукової роботи Башкирського державного аграрного університету. З 1993 року був заступником директора з наукової роботи, одночасно завідував лабораторію синтезу нуклеозидів Інституту органічної хімії Уфимського наукового центру Російської академії наук.
Основні наукові праці пов'язані з дослідженнями аміноперегрупування Кляйзена, що дозволило за рахунок розробки нових підходів в його реалізації здійснити перегрупування широкого кола сполук, що використовуються в синтезі гетероциклічних сполук, в тому числі важко доступних антиоксидантів, алкалоїдів, стимуляторів росту рослин, інгібіторів корозії, сполук з гербіцидною та фугіцидною активністю. Ним були розроблені більш економічні патентночисті схеми синтезу відомих препаратів проти ВІЛ.
Ільдусом Абдрахмановим було опубліковано понад 350 наукових робіт, отримано 31 авторське свідоцтво і патентів. Він є автором 35 винаходів, підготував 20 кандидатів та 2 докторів наук.

## Наукові праці
- Ciclisierung der 2-chloracetamide zu 2,5-diketopiperasinen und untersuchungen zur hydrolyse dieser heterocyclischen Verbindungen. Wiesenschaft Zeitschrift XXII. Mathemat. — Natur. Reihe. Halle-Wittenberg, 1973 (у співавторстві)